# Perdutamente tuo... mi firmo Macaluso Carmelo fu Giuseppe
Pour plus de détails, voir Fiche technique et Distribution.
Perdutamente tuo... mi firmo Macaluso Carmelo fu Giuseppe est une comédie à l'italienne réalisée par Vittorio Sindoni et sortie en 1976.

## Synopsis
Carmelo Macaluso, après avoir travaillé pendant quinze ans en Allemagne, retourne dans sa ville natale en Sicile. Mais dorénavant, il possède une Mercedes et pas moins de cent millions de lires dans son compte en banque. Malheureusement, une baronne sans scrupules, Valeria Lamia, tente de l'épouser pour lui voler son argent. Quand elle s'aperçoit qu'elle n'y parvient pas, elle pousse dans le lit de Carmelo sa fille Jessica, encore mineure mais très provocante. En fin de compte, Macaluso finit par perdre tous ses biens et fait l'expérience de l'étroitesse et de la cupidité de ses compatriotes.

## Fiche technique
- Titre original italien : Perdutamente tuo... mi firmo Macaluso Carmelo fu Giuseppe[1]
- Réalisation : Vittorio Sindoni
- Scenario : Vittorio Sindoni, Ghigo De Chiara
- Photographie :	Safai Teherani
- Montage : Mariano Faggiani
- Musique : Enrico Simonetti, Goblin
- Décors : Vittorio Sindoni
- Production : Luciano Giotti
- Société de production : Megavision, S.E.P.A.C. - Società Europea Produzioni Associate Cinematografica
- Pays de production :  Italie
- Langue originale : Italien
- Format : Couleurs - Son mono
- Durée : 90 minutes
- Genre : Comédie à l'italienne
- Dates de sortie :
  - Italie : 26 février 1976

## Distribution
- Stefano Satta Flores : Carmelo Macaluso
- Macha Méril : Baronne Valeria Lamia
- Leopoldo Trieste : don Calogero Liotti
- Cinzia Monreale : Jessica
- Umberto Orsini : avocat Vito Buscemi
- Luciano Salce : Baron Alfonso Lamia
- Marisa Laurito : Tindara Liotti
- Roberto Della Casa : employé de banque
- Pino Ferrara : avocat de la défense
- Renato Pinciroli : don Saverio
- Deddi Savagnone : la femme de don Calogero